# Tang Shunzong
Tang Shunzong (né en 761 et mort en 806) était un empereur de Chine. Il fut le dixième empereur de la dynastie Tang et régna en 805.